# Truncatellidae
Famille
Les Truncatellidae sont une famille de mollusques gastéropodes de l'ordre des Littorinimorpha. Ce sont de petits escargots amphibies, operculés, le plus souvent semi-marins. 

## Description
La coquille des Truncatellidae est cylindrique à cylindroconique, ornée de côtes plus ou moins marquées et espacées. Les individus juvéniles possèdent une coquille conique, mais dont les premiers tours se détachent lorsque l'individu grandit, conférant à la coquille des spécimens adultes son aspect tronqué.

## Locomotion
Les Truncatellidae ont, parmi les gastéropodes, un mode singulier de locomotion. Le déplacement procède par déplacement alterné du proboscis et du pied. Le proboscis projeté vers l'avant, se fixe au sol, permettant au pied de se détacher et de déplacer jusqu'à accoler au proboscis, et à la coquille de se mouvoir dans le même temps. Ce mode de déplacement saccadé, à la façon d'une chenille, permet à l'animal de sécréter très peu de mucus. Cette faible sécrétion de mucus est comprise comme une adaptation autorisant une faible dépense en eau, condition ayant facilité la conquête du milieu terrestre par plusieurs espèces de cette famille.

## Liste des genres
Selon World Register of Marine Species (14 mars 2021) :
- genre Eosopyrgula Yu, 1983 †
- genre Geomelania L. Pfeiffer, 1845
- genre Glibertiella Schlickum, 1968 †
- genre Nystia Tournouër, 1869 †
- genre Obtusospira Yü, 1977 †
- genre Sandbergerina Kadolsky, 1993 †
- genre Taheitia H. Adams & A. Adams, 1863
- genre Truncatella Risso, 1826

## Galerie

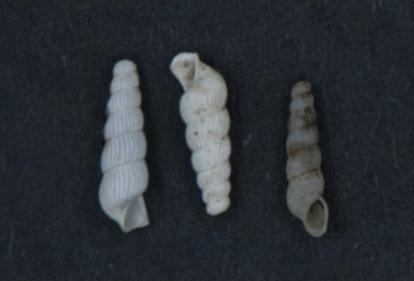
Geomelania jamaicensis
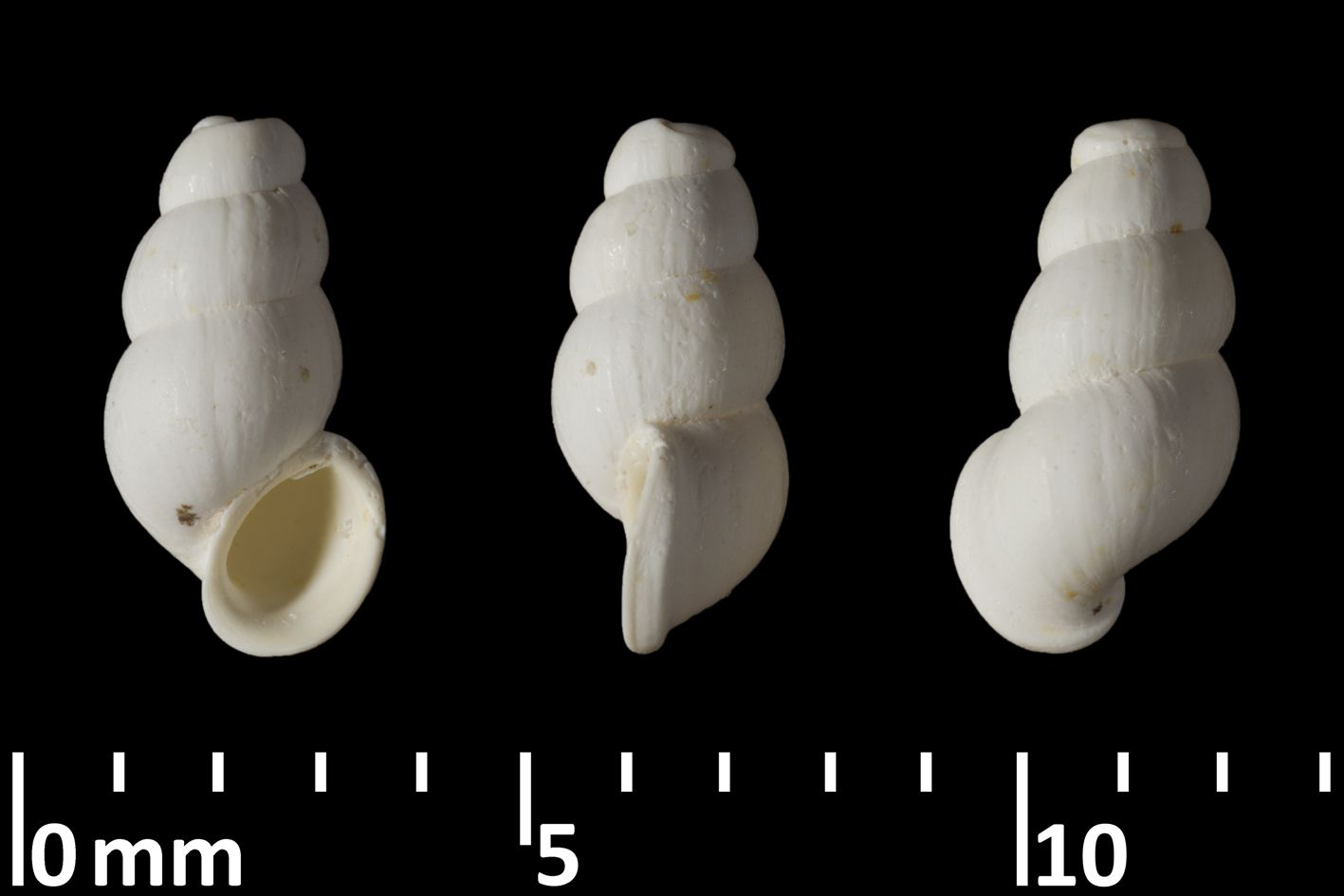
Nystia duchastelii
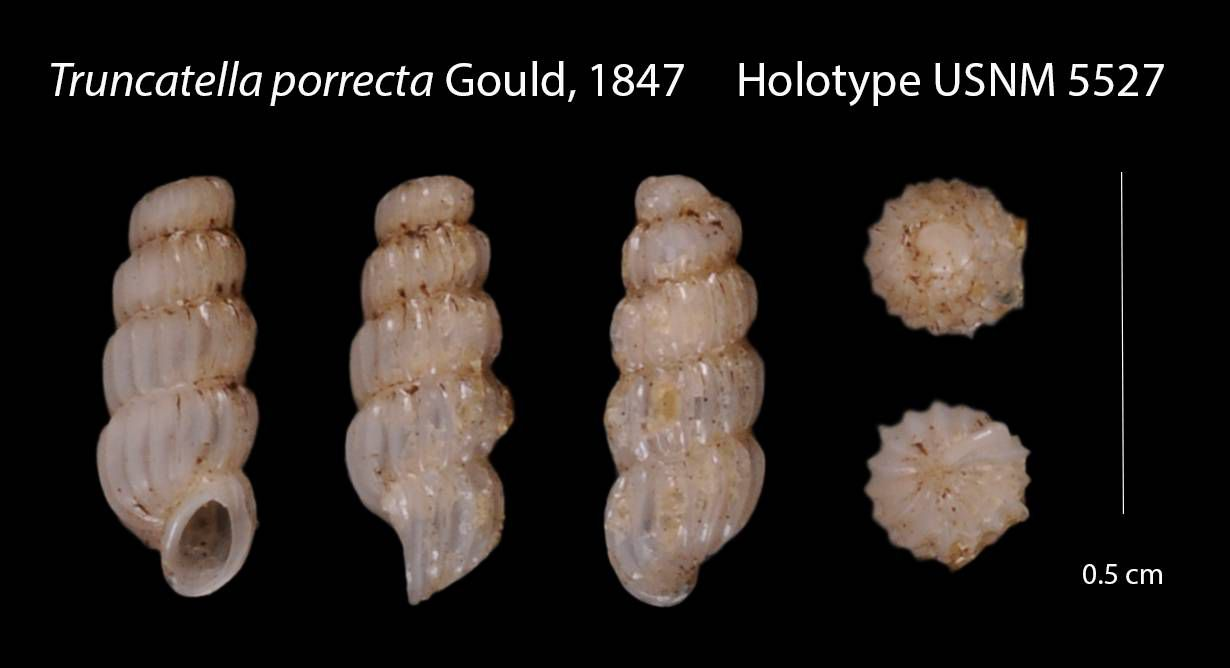
Taheitia porrecta
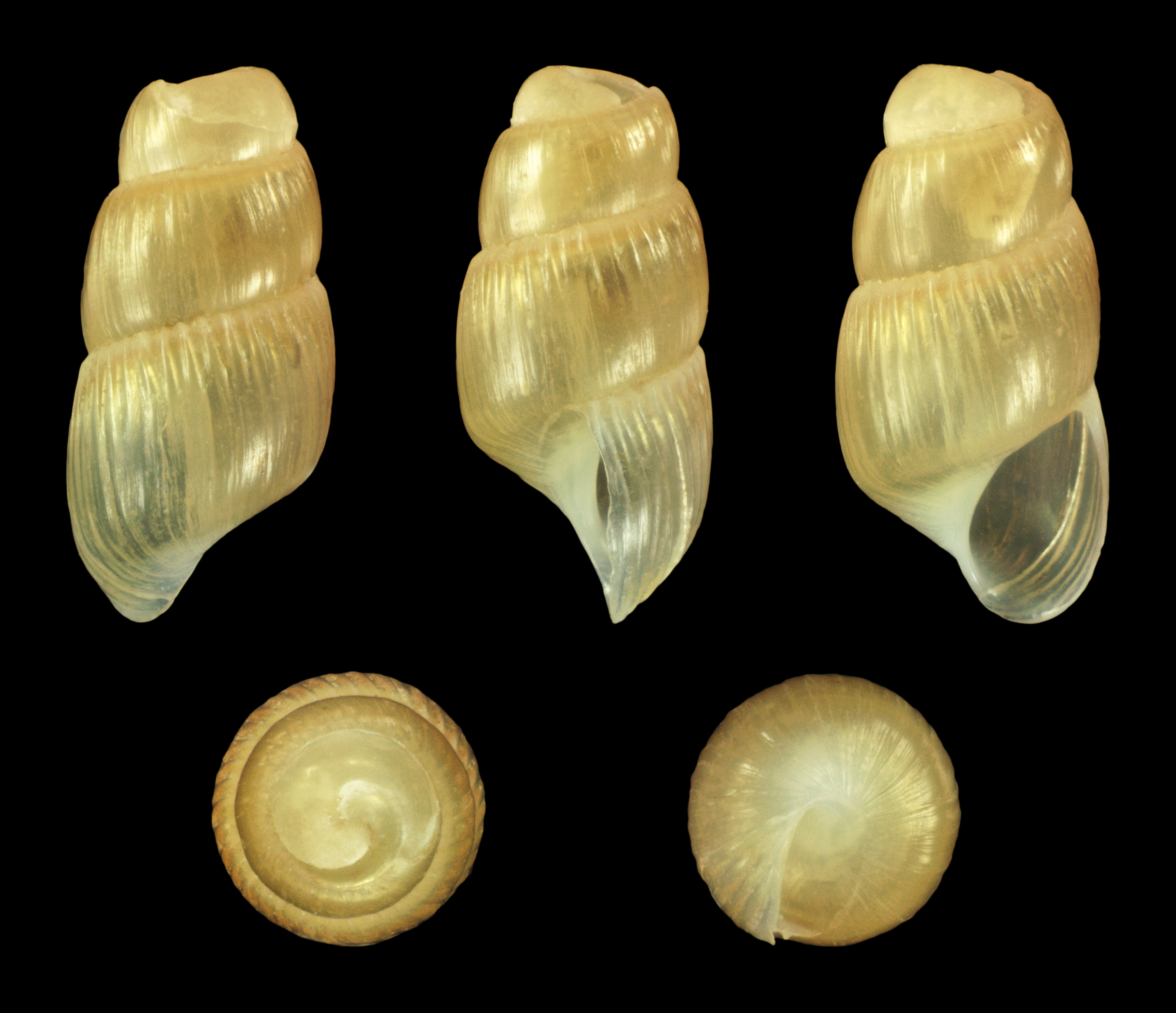
Truncatella pfeifferi

## Habitat
La plupart des Truncatellidae se rencontrent dans des environnements marins côtiers, à proximité ou juste au-dessus de la laisse de marée haute, parmi les cailloux et galets, les sédiments et la végétation en décomposition.
Quelques espèces des genres Geomelania ou Truncatella (e.g. Truncatella reclusa) sont toutefois terrestres.